# وندی وود (روان‌شناس)

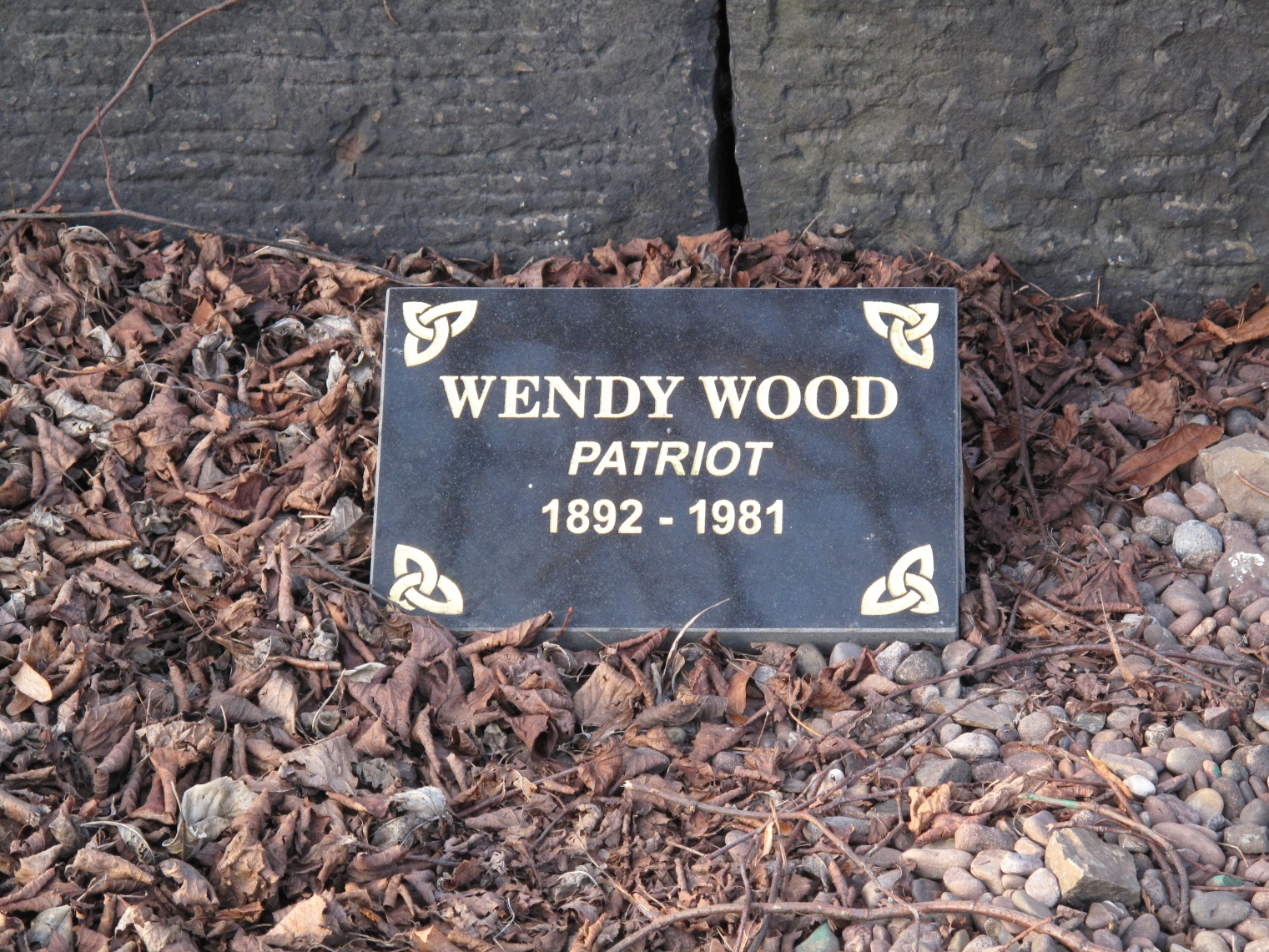
یادبود وندی وود

وندی وود (به انگلیسی: Wendy Wood) یک روانشناس متولد انگلستان است. تحقیقات اولیه او در عادات و تغییر رفتار همراه با روانشناسی جنسیت است.

## کتاب عادت‌های خوب، عادت‌های بد
وندی وود نویسنده کتاب «عادت‌های خوب، عادت‌های بد» است که در اکتبر ۲۰۱۹ منتشر شد. او در این کتاب حاصل تحقیقات گسترده و طولانی خود بر روی عادت‌ها را ارائه می‌دهد و با زبانی شیوا توضیح می‌دهد که مغز انسان چگونه به محیط پیرامون واکنش نشان می‌دهد و از چه راه‌هایی می‌توان عادت‌های خوب را جایگزین عادت‌های نامطلوب کرد.